# Zao (chanteur)
Pour les articles homonymes, voir Zao.
Zao, de son vrai nom Casimir Zoba, né le 24 mars 1953 à Goma Tsé-Tsé (République du Congo), est un artiste congolais auteur-compositeur, musicien et chanteur. Il chantant en lingala, lari et français. Son œuvre se caractérise par des textes engagés abordant souvent des sujets tabous dans la société congolaise sur un ton humoristique.

## Biographie
Zao est formé à la musique dans des chorales religieuses et des ballets traditionnels.
Entre 1973 et 1975, il chante dans une chorale chrétienne avant de devenir percussionniste dans l'ensemble Les Anges. En 1978, il intègre l'École normale des instituteurs.
Depuis le début des années 1980, Zao poursuit une carrière solo, adoptant un style humoristique pour aborder des sujets sensibles, voire tabous. Ses chansons traitent notamment de thèmes comme la sorcellerie avec Sorcier ensorcelé, la mort avec Corbillard ou encore l'antimilitarisme avec Ancien Combattant, son premier succès. D'autres thématiques abordées dans son œuvre incluent le sida, les droits des femmes, la bureaucratie et la corruption.

« Il est évident que tout Congolais amoureux de musique se souvient qu'en plus de vingt ans, Zao a porté haut la culture congolaise grâce à sa musique unique. Nous avons pensé qu'il fallait l'immortaliser de son vivant, que son histoire soit inscrite dans les annales, car son existence est aujourd'hui l'une des expressions musicales les plus fortes du Congo et de l'Afrique francophone. »

— Adonis Gerald K.
En 1988, Zao joue dans le film Camp de Thiaroye, qui aborde le massacre des tirailleurs sénégalais commis par l'Armée française près de Dakar, le 1er décembre 1944, pendant la Seconde Guerre mondiale.
En 1998, il traverse une tragédie personnelle lorsque son fils âgé de quatre ans meurt lors de la guerre civile congolaise.

## Carrière
Son premier disque, Ancien Combattant, s'est vendu officiellement à seulement 50 000 exemplaires, alors que des centaines de milliers de copies illégales, sous forme de cassettes, sont diffusées.

## Discographie
- 1984 : Ancien combattant
- 1985 : Soulard
- 1988 : Moustique
- 1989 : Patron
- 1991 : Ancien Combattant, CD trois titres, avec remix, et participation de Lokua Kanza
- 1992 : Zao
- 1993 : Zao & the Timps présentent: Steph ce n'est pas la peine de dire que Va-nu-pieds est ton mari
- 1999 : Corbillard
- 2000 : Renaissance. De Pointe Noire à Trouville Deauville
- 2000 : Moustique - Patron
- 2006 : L'aiguille
- 2014 : Nouveau Combattant, autoproduit[4],[5],[6]
- 2021 : Kwiti Kwiti

## Clips
- 2000 : Mobébissi (en featuring avec Mystik) réalisé par John Gabriel Biggs
- 2017 : Wele (Elle est partie), réalisé par TP-10sign, extrait de l'album Moustique (1988)
- 1991: Ancien combattant film musical court de Béatrice Jalbert - 9'- production Les films de la passion avec Aimé Ma'Bondzo et Basil M'BEMBA
- Sélection Festival International du film de Cannes

## Distinctions
- 1982 : Prix découvertes de Radio France internationale[7].
- 1983 : Prix de la meilleure chanson au Festival des musiques d'Afrique centrale pour Corbillard[7].
- En 2017, à l'occasion de la célébration de la Journée de la République congolaise, il est élevé au grade de commandeur dans l'ordre du mérite congolais par le président Denis Sassou-Nguesso[8].
- 2023 : Prix Kundé d'honneur, à la 21e édition du Kundé, à Ouagadougou, au Burkina Faso pour son implication dans la musique africaine et son rayonnement[9].